# Blagoja Vidinić
Blagoja Vidinić (macedón cirill betűkkel: Благоја Видиниќ; Szkopje, 1934. június 11. – Strasbourg, 2006. december 29.) olimpiai bajnok és Európa-bajnoki ezüstérmes macedón labdarúgó, edző.
A jugoszláv válogatott tagjaként részt vett az 1956.  és az 1960. évi nyári olimpiai játékokon, illetve az 1960-as Európa-bajnokságon.
Szövetségi kapitányként Marokkó válogatottját az 1970-es, Zairét az 1974-es világbajnokságon irányította.

## Sikerei, díjai

### Játékosként
OFK Beograd
- Jugoszláv kupa (1): 1961–62

Sion
- Svájci kupa (1): 1964–65

Jugoszlávia
- Olimpiai bajnok (1): 1960
- Olimpiai ezüstérmes (1): 1956
- Európa-bajnoki ezüstérmes (1): 1960

### Edzőként
Zaire
- Afrikai nemzetek kupája (1): 1974